# Luftbewegliche Brigade 1
Die Luftbewegliche Brigade 1 (LBwglBrig 1) war eine Brigade des deutschen Heeres mit Sitz des Stabes auf dem Heeresflugplatz Fritzlar in Nordhessen. Sie war der ehemaligen Division Luftbewegliche Operationen (DLO) unterstellt. Die Truppenteile der Brigade verteilten sich auf die Bundesländer Niedersachsen, Hessen und Bayern. Teile der Brigade waren als Eingreifkräfte klassifiziert.

## Auftrag
Die Brigade vereinte Kräfte der luftbeweglichen Infanterie und der Heeresflieger zum Lufttransport, zur Feuerunterstützung und zum eigenständigen luftgestützten Feuerkampf. Das Brigadekommando plante, bereitete vor und führte Kräfte im Rahmen luftbeweglicher Operationen nach Luftlandung. Die Brigade konnte im Rahmen von Einsätzen der Eingreifkräfte oder der Stabilisierungskräfte eingesetzt werden. Sie unterstützte Spezialkräfte und die ehemalige Division Spezielle Operationen (DSO) bei Personnel-Recovery- und Combat-Search-and-Rescue-Operationen (CSAR). Dazu waren bis zur Herauslösung aus der Brigade die Infanteriekräfte des Jägerregiments 1 als luftbewegliche Kräfte befähigt, Anfangsoperationen auch ohne Unterstützung zusätzlicher mechanisierter und gepanzerter Einheiten durchzuführen.

## Verbandsabzeichen
Das Verbandsabzeichen zeigte auf silbernem Grund einen Adler im Sturzflug mit nach oben gestreckten Schwingen und wies damit einen Teil der Symbolik des Verbandsabzeichens der DLO auf. Das Wappen war, wie gewöhnlich sonst nur die Divisionswappen, mit einer silbernen Kordel mit eingeflochtenem schwarzen Faden umrandet.

## Geschichte
Die Brigade als Großverband der Krisenreaktionskräfte wurde im Jahr 1995 im Zuge der Umstrukturierung der Bundeswehr zum „Neuen Heer für neue Aufgaben“ unter Hinzuziehung von Kräften der Panzergrenadierbrigade 5 aus Homberg (Efze) und der Heeresfliegertruppe am 3. April 1997 offiziell als Luftmechanisierte Brigade 1 in Fritzlar in Dienst gestellt. Sie unterstand dem IV. Korps in Potsdam und hatte eine Friedensstärke von 3300 Soldaten, die in Fritzlar, Faßberg, Celle und Cottbus stationiert waren. Anfangs verfügte die Brigade nur über Panzerabwehrhubschrauber Bo 105 PAH 1 und Mehrzweckhubschrauber vom Typ Bell UH-1D.
Ab 2002 gehörte die Brigade zur Division Luftbewegliche Operationen (DLO).
Später beteiligte sich die Brigade auch an Auslandseinsätzen und an Einsätzen im Rahmen der Katastrophenhilfe bzw. humanitären Hilfe. Im Jahr 2007 wurde die Brigade um das Jägerregiment 1 verstärkt und in „Luftbewegliche Brigade 1“ umbenannt. Der neue Name verdeutlichte die Entwicklung von einer Unterstützungsbrigade zu einer hochmobilen Kampfbrigade. Die Stärke der Brigade betrug zu dieser Zeit etwa 4500 Soldaten.
Das Jägerregiment 1 wurde im Dezember 2012 wieder ausgegliedert und der Panzerbrigade 21 unterstellt.

### Außerdienststellung
Im Rahmen der Neuausrichtung der Bundeswehr erfolgte am 17. Dezember 2013 in Fritzlar die Außerdienststellung der Brigade. Gleichzeitig wurden die verbleibenden Hubschrauberverbände des Heeres, das Transporthubschrauberregiment 10 in Faßberg, das Transporthubschrauberregiment 30 in Niederstetten mit dem Transporthubschrauber NH90 sowie das Kampfhubschrauberregiment 36 in Fritzlar mit dem Kampfhubschrauber Tiger, der Division Schnelle Kräfte (DSK) in Stadtallendorf unterstellt. Das Kampfhubschrauberregiment 26 in Roth wurde zum 31. Dezember 2013 außer Dienst gestellt.

### Gliederung bis 17. Dezember 2013

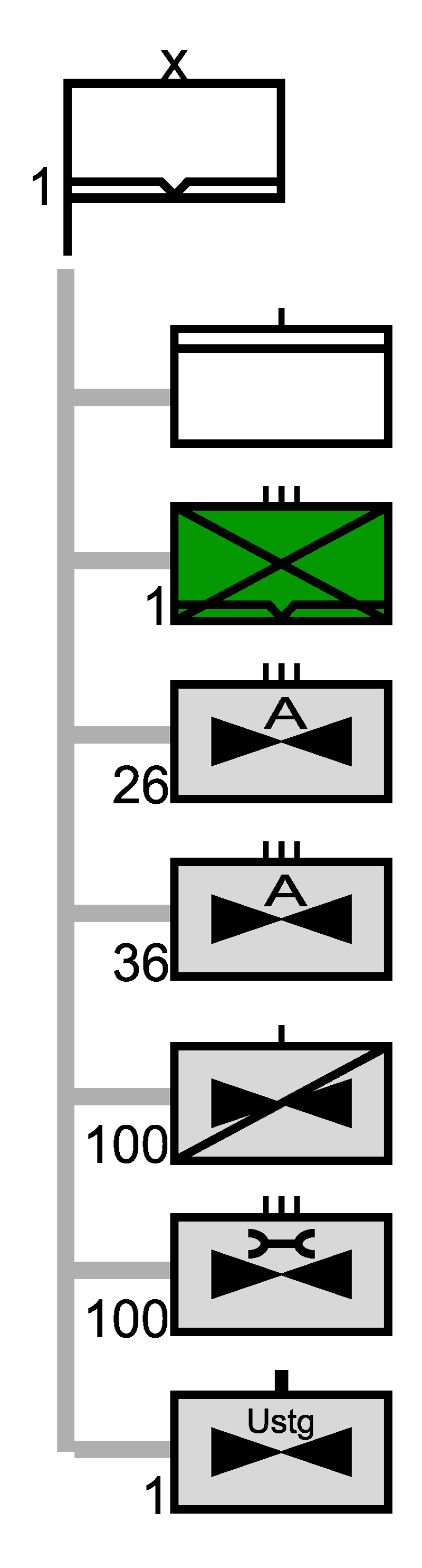
Gliederung

- Stabskompanie (Fritzlar)
  -  Heeresfliegerinstandsetzungsstaffel 100 (Heeresflugplatz Celle)
  - Heeresfliegerunterstützungsstaffel 1 (Fliegerhorst Holzdorf) mit Bo 105
  -  Transporthubschrauberregiment 10 „Lüneburger Heide“ (Heeresflugplatz Faßberg) mit Transporthubschrauber NH90
  -  Kampfhubschrauberregiment 26 „Franken“ (Otto-Lilienthal-Kaserne Roth) mit Bo 105
  -  Kampfhubschrauberregiment 36 „Kurhessen“ (Heeresflugplatz Fritzlar) mit Bo 105 und Kampfhubschrauber Tiger

## Kommandeure
Der bisherige stellvertretende Kommandeur, Oberst Michael Mittelberg, befehligte die Brigade von April 2013 bis zu ihrer Auflösung. Davor führten folgende Kommandeure die Brigade:
| Dienstgrad     | Name              | Beginn der Berufung | Ende der Berufung |
| -------------- | ----------------- | ------------------- | ----------------- |
| Brigadegeneral | Alfons Mais       | 6. Mai 2011         | 4. April 2013     |
| Brigadegeneral | Jürgen Setzer     | 5. Dezember 2008    | 6. Mai 2011       |
| Brigadegeneral | Volker Halbauer   | 4. August 2006      | 5. Dezember 2008  |
| Brigadegeneral | Reinhard Wolski   | 17. Dezember 2002   | 4. August 2006    |
| Brigadegeneral | Werner Freers     | September 2002      | 16. Dezember 2002 |
| Brigadegeneral | Reinhard Kammerer | April 1999          | September 2002    |
| Brigadegeneral | Dieter Budde      | 3. April 1997       | April 1999        |